# Liste der Monuments historiques in Rignieux-le-Franc
Die Liste der Monuments historiques in Rignieux-le-Franc führt die Monuments historiques in der französischen Gemeinde Rignieux-le-Franc auf.

## Liste der Bauwerke
| Bezeichnung | Beschreibung        | Standort                | Kennzeichnung | Schutzstatus | Datum | Bild           |
| ----------- | ------------------- | ----------------------- | ------------- | ------------ | ----- | -------------- |
| Kreuz       | 14./15. Jahrhundert | Place Principale (Lage) | PA00116539    | Classé       | 1914  | weitere Bilder |

## Liste der Objekte
- Monuments historiques (Objekte) in Rignieux-le-Franc in der Base Palissy des französischen Kultusministeriums